# Хрисанфов, Николай Васильевич
Никола́й Васи́льевич Хриса́нфов (карел. Krisun Miikul (Миикул Крисун); 27 июля 1898, деревня Вохтозеро, Петрозаводский уезд, Олонецкая губерния — 8 января 1938, Сандармох, Медвежьегорский район Карельской АССР) — карельский советский поэт, переводчик, архивист.

## Биография
Родился в крестьянской семье, карел.
Учился в Петрозаводском городском училище, Петрозаводской учительской семинарии, Московском университете им. А. Л. Шанявского. Закончил историко-филологический факультет Ленинградского университета. В годы Октябрьской революции — активный член партии левых социалистов-революционеров. В июне 1918 г. — участник Олонецкого губернского крестьянского съезда, в июле 1918 г. был избран в члены исполкома Олонецкого губернского совета крестьянских, рабочих и красноармейских депутатов от партии левых эсеров вместо умершего наркома финансов К. В. Алмазова.
В 1919 году работал учителем Трудовой школы I ступени, с осени 1919 г. служил в РККА. Участник Гражданской войны, воевал против войск Юденича, на польском фронте, красноармеец, культпросветчик, член полкового суда. В 1919 г. арестовывался, как бывший член партии левых эсеров, но был освобождён по ходатайству руководства Олонецкой губернии. В 1924 году окончил факультет общественных наук Петроградского университета, затем одногодичные архивные курсы при Ленинградском отделении Центрархива.
Активно выступал за развитие карельского языка, против насильственного официального насаждения финского языка в образовании в 1920-е годы в Карелии.
С 1924 года назначен заведующим Карельским Центральным архивным бюро. Под руководством Н. В. Хрисанфова была организована архивная служба, сохранены тысячи дореволюционных архивных документов. Н. В. Хрисанфов постоянно популяризировал архивную работу в своих статьях в местной прессе.
С 1936 года — научный сотрудник историко-революционной секции Карельского научно-исследовательского института.
Хрисанфов перевёл на ливвиковский диалект карельского языка сказки Александра Пушкина и ряд его стихотворений. В январе 1937 года им была переведена сказка А. С. Пушкина «О попе и его работнике Балде», которая звучала по радио в сопровождении симфонического оркестра на музыку Р. Пергамента
Арестован 26 октября 1937 года. Осуждён решением тройки НКВД КАССР от 28 декабря 1937 года по статье 58-10-11. Расстрелян 8 января 1938 года вблизи станции Медвежьегорск (Сандармох).
Реабилитирован Президиумом Верховного Суда КАССР 21 июля 1956 года.
Коллекция, посвящённая жизни и деятельности Н. В. Хрисанфова, находится на хранении в Национальном музее Республики Карелия. Выписка из метрической книги за 1898 г., свидетельства об успехах и примерном поведении в Петрозаводском высшем начальном училище, об окончании Петрозаводской мужской учительской семинарии (1918 г.) и общественно-педагогического отделения факультета общественных наук Ленинградского государственного университета (1924 г.), расчётная книжка Н. В. Хрисанфова были найдены в одной из недействующих печей музея в 2017 г..

## Труды, статьи
- Хрисанфов Н. Десятилетие Карцентрархива // Красная Карелия. 1934. 1 ноября.
- Хрисанфов Н. О восстании крестьян, приписанных к Олонецким заводам в 1769—1771 гг.— Карело-Мурман. край, 1931, № 9—10, с. 56—57; № 11—12, с. 53—56.
- Хрисанфов. Н. В. Олонецкая ссылка в 1905 г. // 1905 год в Карелии. Сборник. Под ред. П. И. Буткевича, Я. Э. Виртанена, М. А. Гудошникова, Н. В. Хрисанфова. Петрозаводск, 1926. 179 с. (Комис. по проведению 20-летия 1905 года при ЦИК АКССР).
- Хрисанфов Н. В. Работы в архивохранилищах Карцентрархива / Н. В. Хрисанфов /Краеведение в Карелии на новом этапе : сб. ст. — Петрозаводск, 1933. — Вып. 2. — С. 67—69.
- Хрисанфов Н. В. Участие краеведов в изучении революционного прошлого Карелии / Н. В. Хрисанфов / Карело-Мурман. край. — 1930. — No 11/12. — С. 21—22.
- Хрисанфов Н. В. Участие краеведов в изучении революционного прошлого Карелии / Н. В. Хрисанфов / Вопросы краеведения в Карелии : сб. ст. / под рук. С. А. Макарьева. — Петрозаводск ; Л., 1931. — Вып. 1. — С. 18—19.
- Хрисанфов Н. В. О восстании крестьян, приписанных к Олонецким заводам в 1769—1771 гг. / Н. В. Хрисанфов / Карело-Мурман. край. — 1931. — No 9/10. — С. 56—57; No 11/12. — С. 53—56.